# In the Name of the King
In the Name of the King (In the Name of the King: A Dungeon Siege Tale) è un film del 2007 diretto da Uwe Boll.
Il soggetto è tratto dal videogioco per Pc Dungeon Siege.
Il film è uscito negli Stati Uniti l'11 gennaio 2008, mentre in Italia è stato distribuito il 27 febbraio 2009.

## Trama
Daimon detto "Il Fattore" è un semplice contadino che vive felice con la moglie Solana e il figlio. Un giorno, un esercito di Krug (una sorta di bestie umanoidi bipedi primitive) distrugge il villaggio, uccidendo il figlio di circa 9 anni di Daimon e rapendone la moglie. Per evitare ulteriori massacri dovuti all'improvvisa invasione di queste creature, che un tempo erano pacifiche e pressoché prive di intelligenza, mentre ora sono un vero e proprio esercito organizzato, Re Konrad decide di muovere guerra ai Krug col proprio esercito, reclutando con i suoi uomini tutti i volontari che incontra sulla propria strada per ingrandire le proprie armate, in netta inferiorità numerica contro il nemico; sul suo cammino, il Re incontra Daimon, che tuttavia si rifiuta di combattere con il suo sovrano, non riconoscendolo come tale e accusandolo, implicitamente, di essere il colpevole del massacro, perché non ha fatto niente per prevenirlo. Il Re, noto per la sua magnanimità, seppur contrariato, non punisce Daimon per la sua impudenza ma ammira il suo coraggio; le loro strade si dividono e, mentre il sovrano va per la sua strada con i suoi soldati, Daimon decide di dare la caccia ai mostri, partendo con suo cognato Bastian ed il mentore Norick alla ricerca della propria moglie.
Intanto, alla corte del Re, il viscido Duca Fallow, nipote del sovrano, complotta contro quest'ultimo per impadronirsi del trono e potersi così alleare ufficialmente con il malvagio mago Gallian, con cui collabora segretamente: è proprio il perfido mago la causa dell'improvviso cambiamento dei Krug: carpendo la grande energia magica della propria amante, la giovane guerriera Muriella, figlia del mago di Corte Merrick, Gallian tiene sotto controllo mentale i Krug, inducendoli ad impugnare le armi ed invadere le terre del Re. Nel frattempo il sovrano viene avvelenato da Gallian, ma la colpa viene attribuita all'artefice del piano, e cioè a Fallow; quest ultimo, in quanto nipote di sangue del re, prende momentaneamente il potere e, radunato l'esercito, parte con una grossa fetta di esso per raggiungere i suoi alleati Krug. Re Konrad, ripresosi grazie alle cure magiche di Merrick, capisce che il colpevole dell'attentato è suo nipote e, riorganizzate le truppe, avanza verso i Krug. Sulla strada, il mago di corte Merrick trova Daimon in fin di vita, sfuggito ad un impiccagione da parte dei mostri: la sua spedizione infatti non ha avuto successo e nel tentativo di salvare Solana sono stati catturati anche i suoi due compagni e lui è quasi morto.
Applicando i suoi poteri curativi a Daimon, Merrick sente che ha qualcosa di speciale; dopo che l'uomo si è ripreso e decide di unirsi alle truppe di re Konrad, Merrick rivela a Re Konrad che essi hanno lo stesso sangue: Daimon è il figlio perduto del Re, smarrito molti anni prima in una fitta foresta e mai più ritrovato. Successivamente, durante una battaglia in mezzo ad un bosco, Il Re viene ferito mortalmente da un dardo di balestra lanciato da Fallow; in punto di morte, fa chiamare Daimon e gli rivela di essere suo padre, chiedendogli di prendere il titolo di Re per condurre l'esercito e salvare il popolo; nonostante Daimon non si senta tagliato per fare il Re, accetta di essere l'erede al trono e torna nel bosco dove, alla notizia che il re è morto, il duca Fallow si è impadronito della sovranità scampando per questo motivo alla morte per mano di un generale devoto al vecchio Re. Alla notizia che Daimon è il nuovo sovrano, Fallow cade nel panico, ma Daimon lo risparmia, condannandolo al carcere a vita.
Preso il controllo delle armate, Re Daimon conduce l'esercito al covo di Gallian, dove sono rinchiusi tutti i prigionieri: da un fronte combattono i soldati contro i Krug, mentre da un altro Daimon, Merick, sua figlia Muriella e Tawlyn, un'inaspettata alleata abitante della foresta, cercando di penetrare nel covo per colpire direttamente il mago Gallian. Merrick si trasporta con la magia dentro al covo di Gallian, per tentare di farlo ragionare, ma questo lo attacca, ferendolo mortalmente. Sentendo mentalmente il grido di dolore del padre, i poteri magici latenti di Muriella si attivano e lei si teletrasporta dal padre, apprendendo che anche lei è una maga; Daimon intanto, con l'aiuto di Tawlyn, è riuscito ad entrare nel covo del crudele mago Gallian e a raggiungerlo, affrontandolo davanti a Solana, la quale sferrerà il colpo fatale al nemico, per poi ricongiungersi con il marito. Non appena il malvagio mago Gallian muore, il suo sortilegio viene spezzato ed i Krug, che stavano vincendo, lasciano cadere al suolo le armi e se ne vanno, per tornare nelle grotte da cui provengono.

## Produzione
Il film è stato prevalentemente girato presso la città di Sooke, nella parte meridionale dell'Isola di Vancouver nella Columbia Britannica (Canada). Molti abitanti locali ed anche nativi americani del luogo (First Nations) sono stati scritturati come comparse o per funzioni extra nel film.

## Colonna sonora
1. Farmer's Son - The Big Battle
2. Blind Guardian - Carry The Blessed Home
3. Hammerfall - The Fire Burns Forever
4. Nightwish - Amaranth
5. HIM - Wings Of A Butterfly
6. Sonic Syndicate - Enclave
7. Amorphis - The White Swan
8. Avantasia - Lost In Space
9. The Darkness - Dinner Lady Arms
10. Disturbed - Land Of Confusion
11. Blind Guardian - Skalds & Shadows
12. After Forever - Energize Me
13. Dream Theater - I Walk Beside You
14. Threshold  - Pilot in the Sky of Dreams
15. Pantera - Cemetery Gates
16. Epica - Chasing the Dragon
17. Soilwork - Exile
18. Mastodon - The Wolf Is Loose
19. Muriella Dining - Forrest

## Promozione
Slogan promozionali
(Tagline del film.)

## Distribuzione
Il film è stato presentato all'edizione 2007 del Fantasia Festival, dove è stato proiettato con alcune scene tagliate.
Boll ha dichiarato che vengono presentate più versioni di diversa durata, per il cinema viene proposta una versione da 120', mentre per il commercio home video da 165'.

## Accoglienza
Il film è uscito negli Stati Uniti l'11 gennaio 2008, incassando nella settimana d'apertura 2.980.000 $.
Il 21 gennaio 2008 ha incassato a livello internazionale 9.540.000 $.
- Razzie Awards 2008
  - Nomination - Peggior film
  - Nomination - Peggiore attore non protagonista (Burt Reynolds)
  - Nomination - Peggiore attrice non protagonista (Leelee Sobieski)
  - Vinto - Peggior regista (Uwe Boll)
  - Nomination - Peggior sceneggiatura (Doug Taylor)

## Differenze tra film e videogioco
Data la semitrasparenzadella trama di Dungeon Siege, era inevitabile che la sceneggiatura fuorviasse largamente la trama del gioco. Tuttavia, il film mantiene alcuni dettagli:
- Il protagonista è un contadino che si fa carico della salvezza del regno di Ehb.
- Nel gioco il personaggio di Norick moriva all'inizio dell'avventura per le ferite inflittegli dai Krug.
- Nel film Stonebridge è un semplice ritrovo di mercato. Nel gioco era una città in legno e pietra sopravvissuta ad un assedio.
- Nel film la città di Glacern viene solo nominata da uno dei prigionieri di Gallian.
- Nel gioco il re non aveva né figli né il ruolo che gli viene attribuito nel film.
- Diversi personaggi sono stati introdotti ex novo nel film, come la famiglia del protagonista, i generali del re, il nipote ribelle del re, e soprattutto Gallian.
- Nel videogioco i veri cattivi erano una strana razza di guerrieri negromanti chiamati i Seck, che comandavano in segreto Goblin, non-morti e Krug.